# Miloš Minić
Miloš Minić, in serbo Милош Минић (Preljina, 28 agosto 1914 – Belgrado, 5 settembre 2003), è stato un politico jugoslavo poi serbo.
Dopo essersi laureato in Giurisprudenza all'Università di Belgrado, nel 1935 aderisce alla sezione giovanile della Lega dei Comunisti di Jugoslavia, che allora era una formazione politica illegale.
Durante la seconda guerra mondiale partecipa alla Resistenza contro l'occupazione nazifascista della Jugoslavia e dopo la liberazione diventa un esponente di primo piano del governo comunista di Tito sia a livello nazionale che regionale. Dal 1955 al 1957 è sindaco di Belgrado e dal 9 giugno 1962 al 6 maggio 1967 è primo ministro della Repubblica Socialista di Serbia.
In particolare, in qualità di Ministro degli Esteri (carica che ricoprì dal 16 dicembre 1972 al 17 maggio 1978) firma il Trattato di Osimo che determina, dopo anni di tensioni e scaramucce diplomatiche, il confine tra Italia e Jugoslavia.